# 낱말 분석
낱말 분석(Lexical analysis)은 컴퓨터 과학에서 프로그래밍 언어를 처리하는 최초의 단계이다. 낱말 분석을 수행하는 프로그램은 렉서(lexer), 토크나이저(tokenizer), 스캐너(scanner)라고 부르지만 스캐너는 렉서의 1단계를 가리키는 의미이다.

## 종합 문자열 분석기
종합 문자열 분석기(Universal String Analyzer)는 종합적인 리터럴 자동 추출과 관련된 특허 기술이 적용된 구성 요소이다. 주로 소스 파일 내 동적 문자열 혹은 동적 SQL 등의 자동 분석을 위해 활용된다.

## 토큰
토큰은 파싱 목적을 위해 분류화를 명시적으로 지시하는 어휘소를 표현하는 구조의 하나이다.
다음의 표로 토큰화되어 표현된다:
| 어휘소 | 토큰 분류           |
| ------ | ------------------- |
| sum    | Identifier          |
| =      | Assignment operator |
| 3      | Integer literal     |
| +      | Addition operator   |
| 2      | Integer literal     |
| ;      | End of statement    |

## 같이 보기
- 어휘화

## 참고 문헌
- 〈낱말 분석〉. 《네이버 용어사전》.